# Jamie Korab
Jamie Korab, ONL (* 28. November 1979 in Harbour Grace) ist ein kanadischer Curler und Olympiasieger.
Korabs größter Erfolg war der Gewinn der Goldmedaille bei den Olympischen Winterspielen 2006 in Turin. Er spielte an der Position Third im Team neben Skip Brad Gushue, Third Mark Nichols, Second Russ Howard und Alternate Mike Adam.